# Syncolostemon bracteosus
Syncolostemon bracteosus là một loài thực vật có hoa trong họ Hoa môi. Loài này được (Benth.) D.F.Otieno mô tả khoa học đầu tiên năm 2006.